# Římskokatolická farnost Holešice
Římskokatolická farnost Holešice (lat. Holtschicium) je zaniklá církevní správní jednotka sdružující římské katolíky v Holešicích a okolí. Organizačně spadala do krušnohorského vikariátu, který je jedním z deseti vikariátů litoměřické diecéze.

## Historie farnosti
Původní tzv. stará farnost existovala ještě před rokem 1334. Od roku 1600 jsou vedeny matriky. Po roce 1660 byla přičleněna k slatinické farnosti. Samostatnou farností se stala opět roku 1722. V roce 1908 byla územně rozšířena.
Farnost existovala do 31. prosince 2012 jako součást mosteckého farního obvodu. Od 1. ledna 2013 zanikla sloučením do farnosti-děkanství Most - in urbe.

### Duchovní správcové vedoucí farnost
Začátek působnosti jmenovaného v duchovní správě farnosti od:
- 1698   Car. Franciscus Meralt
- 1721   Joannes Kletschka
- 1744   Carolus Landisch
- 1758   Ignatius Franc. Strobl
- 1764   Josephus Thum
- 1768   Franciscus Kopetzky
- 1772   Anton.  Schmid
- 1796   Ioann. Brosch, † 8. 4. 1809
- 1809   Anton. Leonard, n. 26. 5. 1757 Seesitz, o. 21. 12. 1780
- 1824   Franc. Rust, n. 24. 6. 1776 Klutschkav., o. 10. 9. 1801, † 14. 2. 1837
- 1828   Wenc. Seehars, n. 30. 5. 1780 Trubschicens., o. 30. 5. 1804, † 10. 7. 1852
- 1852   par. vacat, admin. interc. Franc. Oehm
- 1853   Wenc. Ehrlich, n. 20. 2. 1789 Microprisnens., o. 7. 8. 1813, † 8. 8. 1866
- 1866   par. vacat, admin. interc. Robert. Schors
- 1867   Anton. Jakowetz, n. 30. 11. 1813 Liebschitz., o. 3. 8. 1838, † 23. 10. 1898
- 1893   Carol. Borr. Hahnel, n. 2. 12. 1843 Gartitz, o. 20. 7. 1869, † 6. 11. 1914
- 1914   par. vacat, admin. interc. Oscar. Diessner
- 1914   Anton. Fischer, n. 3. 5. 1862 Pontens., o. 22. 5. 1887, † 18. 10. 1915
- 1915   par. vacat admin. interc. Oscar. Diessner
- 1916   Antonín Výtvar, n. 15. 10. 1881 Reichenberg, o. 15.7. 1906, † 22. 12. 1953
- 1927   Rudolf Schaller, n. 16. 8. 1881 Dobříš, o. 29. 6. 1904
- 1939   par. vacat, admin. Gerold Kreysa
- 1. 10. 1939 Edmund Weidl, n. 8. 8. 1910 Saaz, o. 24. 6. 1934, † 30. 4. 1977
- 18. 12. 1946  Josef Antonín Dobiáš
- 19. 12. 1946 Karel Titzler
- 1. 11. 1950   Antonín Blaha
- 1. 3.  1951  Josef Hádek (administrátor excurrendo)
- 1. 6.  1954 František Kočička
- 1. 9.  1960  Vojtěch Noll
- 17. 4. 1961  Adolf Strasser
- 1. 6.  1976  Pavel Jančík
- 1. 9. 1995 Jan Bečvář
- 1. 8.  1999  Bohuslav Bártek
- 1. 7.  2001   Josef Hurt
- 1. 7   2010 – 31. 12. 2012 Grzegorz Marian Czyżewski (administrátor excurrendo)[3]

Kromě kněží stojících v čele farnosti, působili ve farnosti v průběhu její historie i jiní kněží. Většinou pracovali jako farní vikáři, kaplani, katecheté, výpomocní duchovní aj.

## Území farnosti
Do farnosti náleželo území obcí:
- Albrechtice (Ulbersdsorf)[p 2] s osadou Jezeří (Eisenberg)[p 2]
- Holešice (Holeschitz)[p 2] s obcí Malé Březno (Kleinpriesen)[p 2]

## Římskokatolické sakrální stavby a místa kultu na území farnosti
| | Fotografie | Stavba                      | Místo        | Bohoslužby                      | Zeměpisné souřadnice             | Status                  | Číslo kulturní památky                      |
| Kostel | Kostel     | Kostel                      | Kostel       | Kostel                          | Kostel                           | Kostel                  | Kostel                                      |
| --- | ---------- | --------------------------- | ------------ | ------------------------------- | -------------------------------- | ----------------------- | ------------------------------------------- |
| 1. |            | Kostel sv. Jana Evangelisty | Malé Březno  | bližší informace o bohoslužbách | 50°27′41″ s. š., 13°33′41″ v. d. | filiální kostel         | 43747/5-370 (Pk•MIS•Sez•Obr•WD) (Q12030771) |
| Kaple |            |                             |              |                                 |                                  |                         |                                             |
| 2. |            | Kaple Panny Marie Bolestné  | Zámek Jezeří | bližší informace o bohoslužbách | 50°33′15″ s. š., 13°30′17″ v. d. | zámecká kaple           | 42992/5-298 (Pk•MIS•Sez•Obr•WD) (Q19917349) |
| Zaniklé sakrální stavby |            |                             |              |                                 |                                  |                         |                                             |
| 3. |            | Kostel sv. Mikuláše         | Holešice     | nelze sloužit                   | 50°30′2″ s. š., 13°32′54″ v. d.  | zbořený farní kostel    | —                                           |
| 4. |            | Kostel Všech svatých        | Albrechtice  | nelze sloužit                   | 50°33′11″ s. š., 13°31′14″ v. d. | zbořený filiální kostel | —                                           |
| Některé drobné sakrální stavby a pamětihodnosti lze dohledat zde v databázi Drobné sakrální památky Zaniklé sakrální stavby lze dohledat zde v databázi Poškozené a zničené kostely, kaple a synagogy v České republice |            |                             |              |                                 |                                  |                         |                                             |

Ve farnosti se mohou nacházet i další drobné sakrální stavby, místa římskokatolického kultu a pamětihodnosti, které neobsahuje tato tabulka.

## Galerie sakrálních pamětihodností ve farnosti Holešice

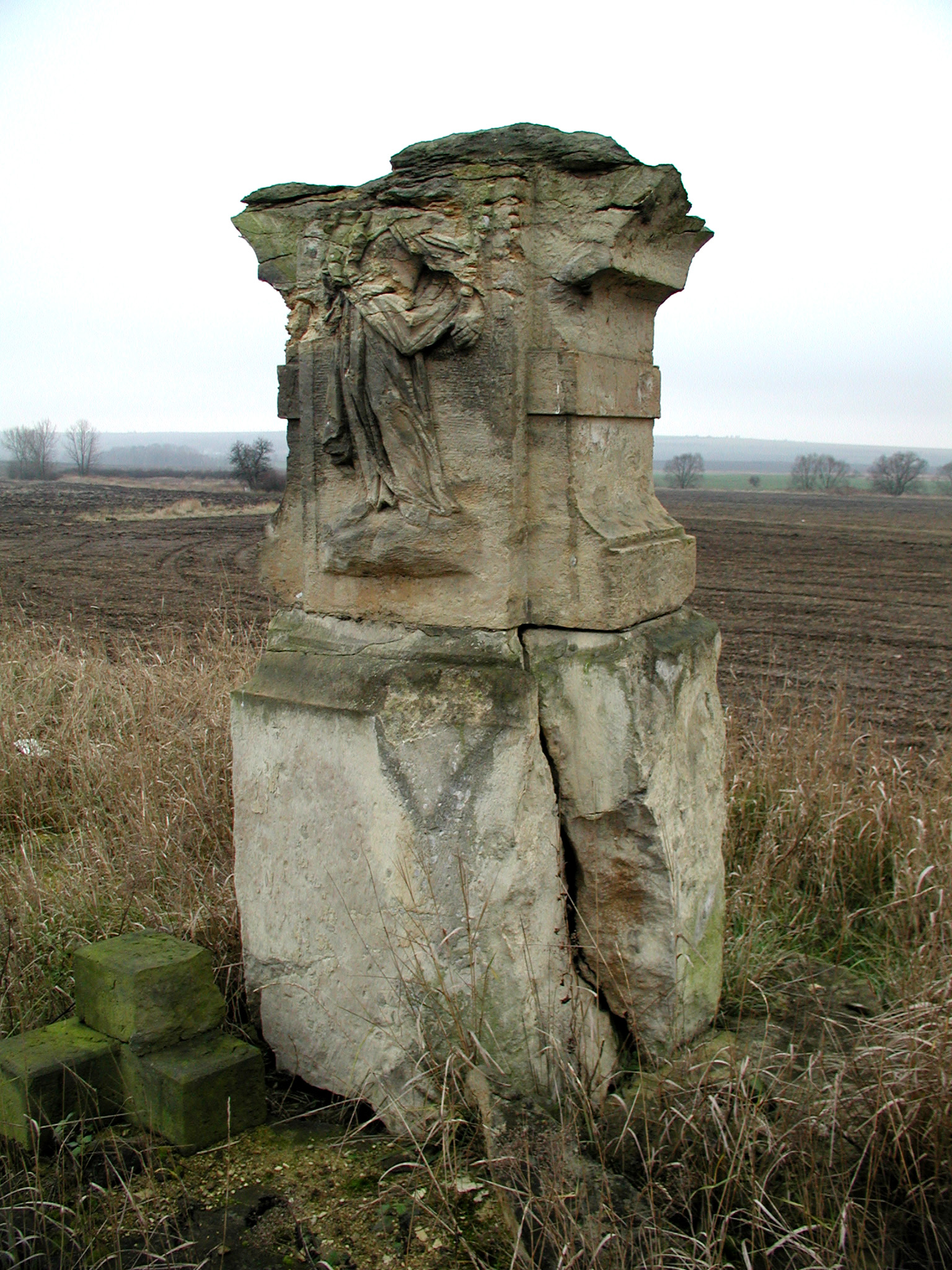
Sokl s reliéfem sv. Františka Xaverského (Malé Březno), v polích směrem na Vysoké Březno
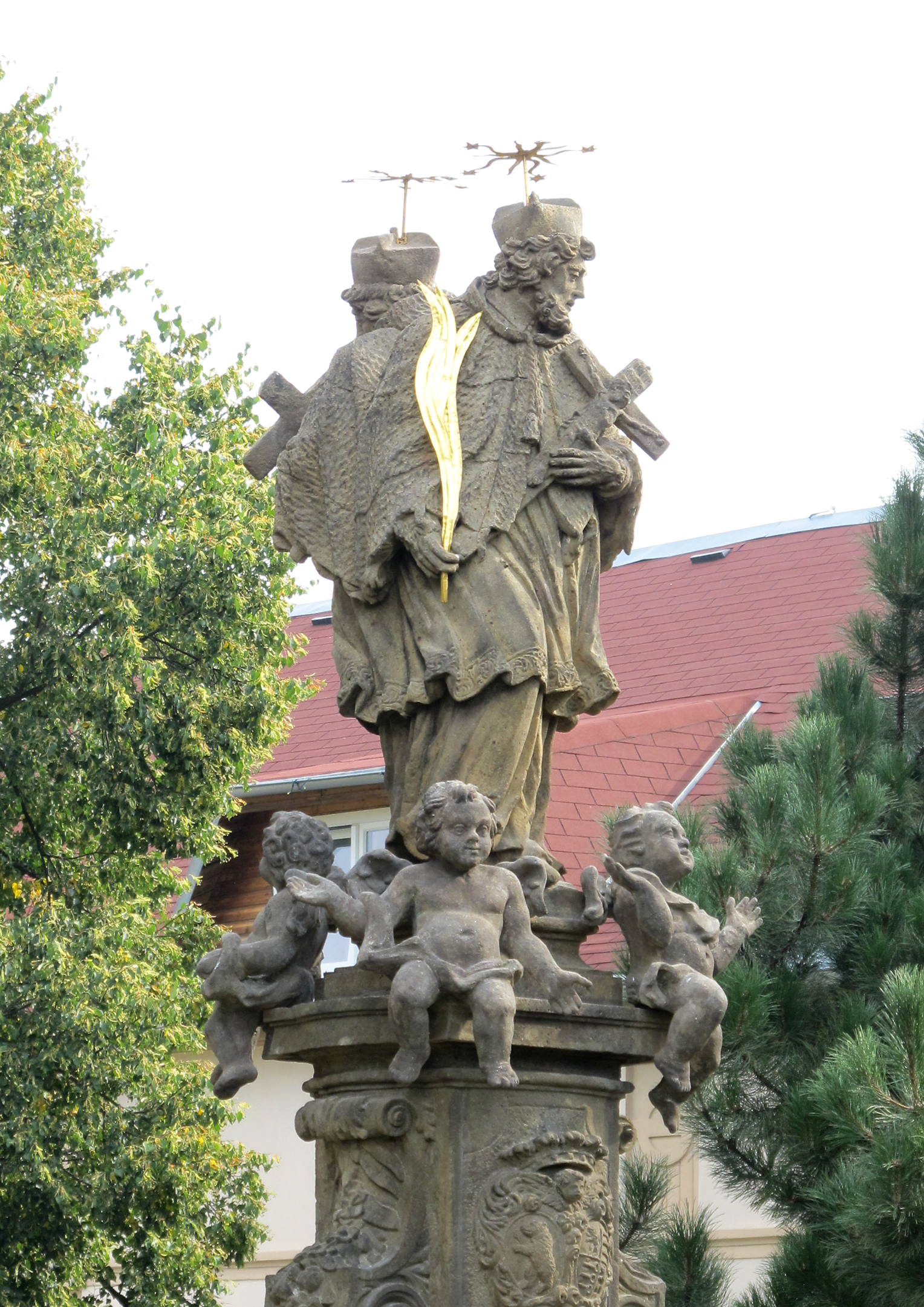
Dvojsocha sv. Jana Nepomuckého v Malém Březně
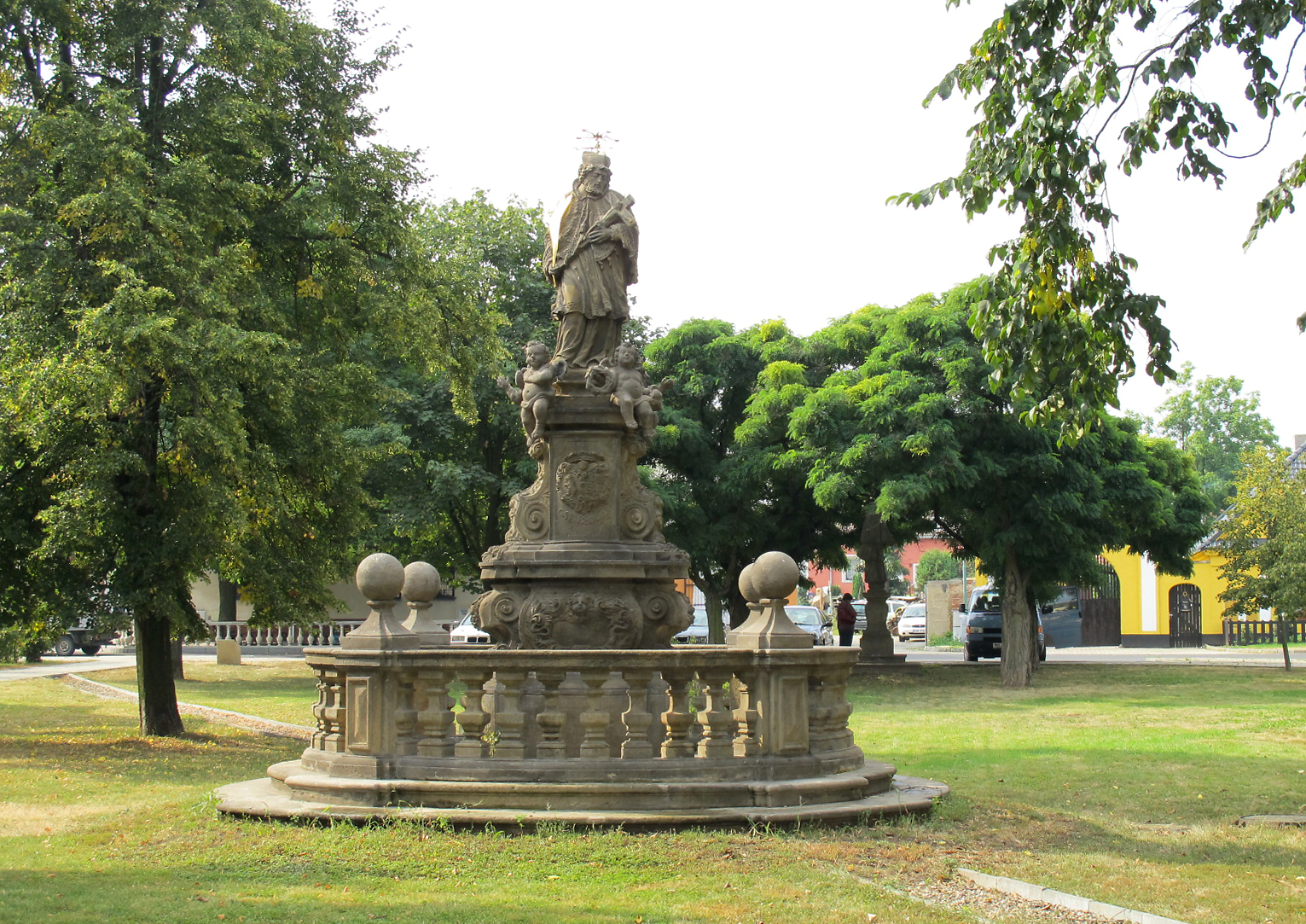
Sloup s dvojsochou sv. Jana Nepomuckého v Malém Březně
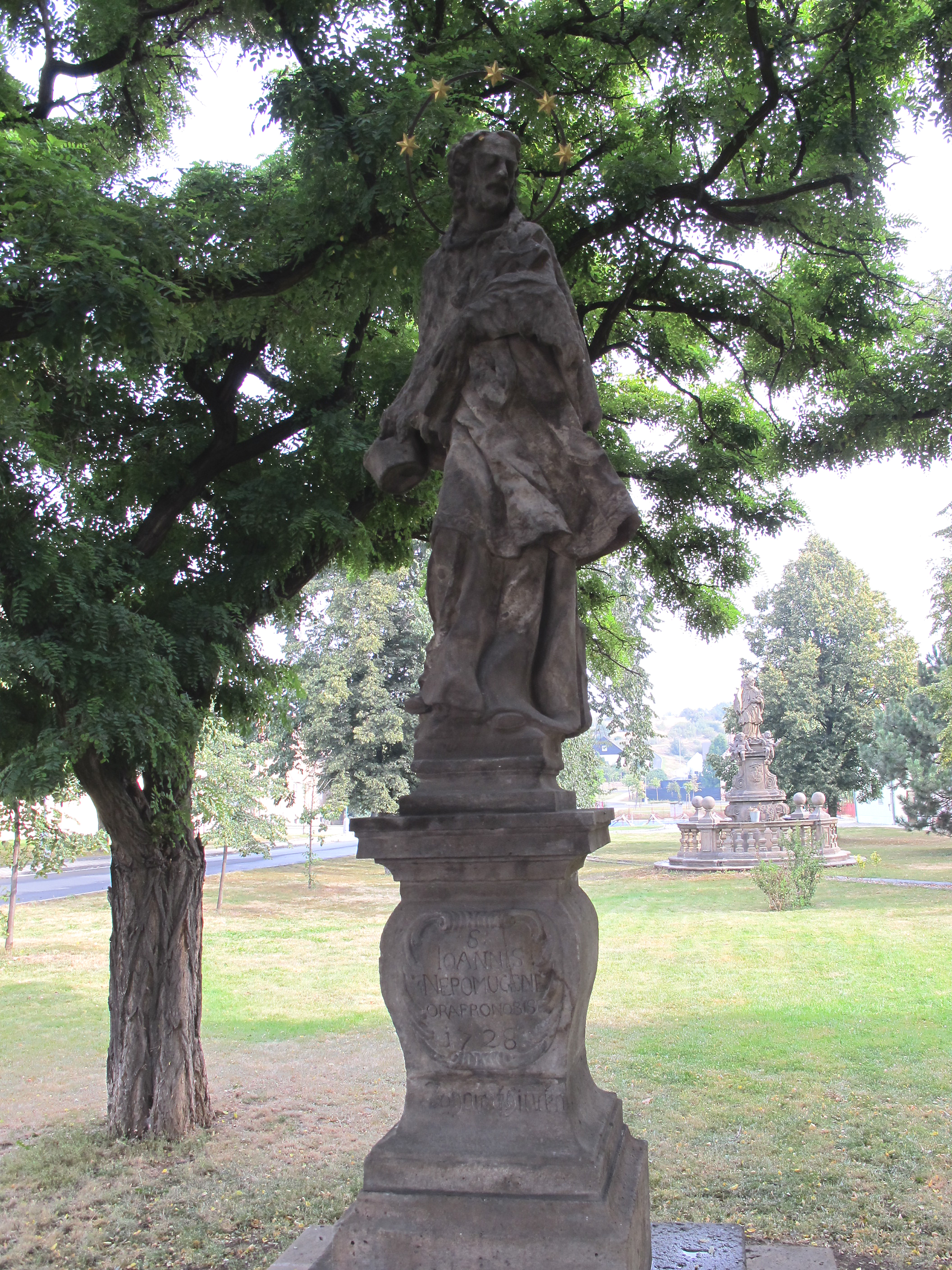
Samostatná socha sv. Jana Nepomuckého v Malém Březně
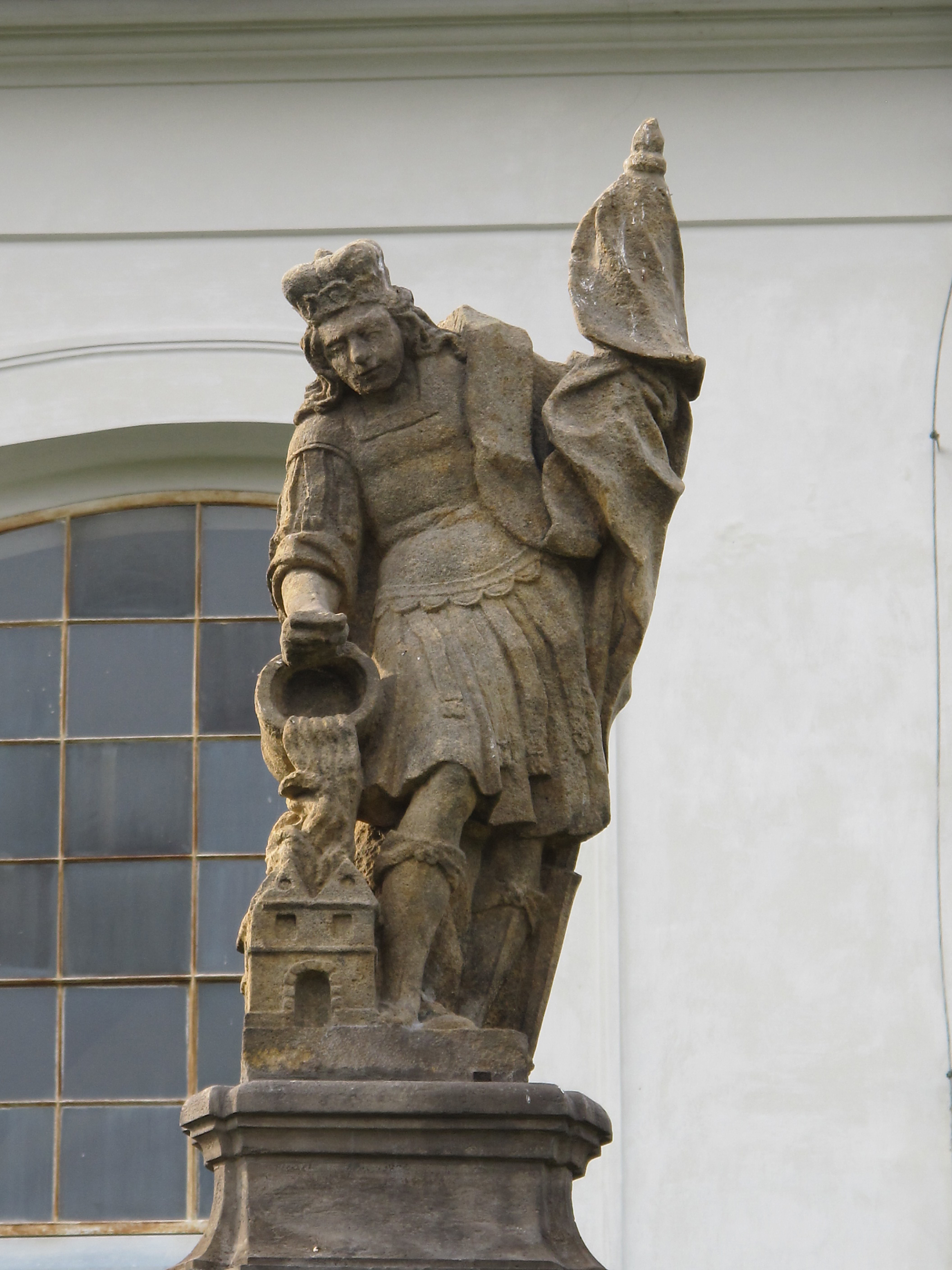
Detail sochy sv. Floriána u kostela v Malém Březně